# Іуфні
Іуфні — давньоєгипетський фараон з XIII династії.